# Gymnanthemum coloratum
Gymnanthemum coloratum là một loài thực vật có hoa trong họ Cúc. Loài này được (Willd.) Drake miêu tả khoa học đầu tiên.